# Burlington County
Das Burlington County ist ein County im US-Bundesstaat New Jersey. Der Verwaltungssitz (County Seat) ist Mount Holly Township.
Das Burlington County ist Bestandteil der Metropolregion Delaware Valley genannten Metropolregion um die Stadt Philadelphia.

## Geographie
Das County liegt im östlichen Vorortbereich von Philadelphia am linken Ufer des Delaware Rivers, der die Grenze zu Pennsylvania bildet. Das Burlington County hat eine Fläche von 2122 Quadratkilometern, wovon 38 Quadratkilometer Wasserfläche sind. Es grenzt an folgende Countys:
| Philadelphia (Pennsylvania), Bucks County (Pennsylvania) | Mercer County   | Monmouth County |
| Camden County                                            |                 | Ocean County    |
|                                                          | Atlantic County |                 |

## Geschichte
Das Burlington County wurde am 17. Mai 1694 als Originalcounty gebildet. Benannt wurde es nach dem alten Namen der Stadt Bridlington in England.

### Historische Objekte
- Im Mount Holly Township befindet sich das historische ehemalige Gefängnisgebäude Burlington County Prison, das 1811 errichtet wurde.

Neben dem Burlington County Prison haben drei weitere Orte im County den Status einer National Historic Landmark, das Francis Hopkinson House, die New St. Mary’s Episcopal Church und Paulsdale. 95 Bauwerke und Stätten des Countys sind insgesamt im National Register of Historic Places eingetragen (Stand 16. Februar 2018).

## Demografische Daten
Nach der Volkszählung im Jahr 2010 lebten im Burlington County 448.734 Menschen in 264.100 Haushalten. Die Bevölkerungsdichte betrug 215,3 Einwohner pro Quadratkilometer.
Ethnisch betrachtet setzte sich die Bevölkerung zusammen aus 73,8 Prozent Weißen, 16,6 Prozent Afroamerikanern, 0,2 Prozent amerikanischen Ureinwohnern, 4,3 Prozent Asiaten sowie aus anderen ethnischen Gruppen; 2,9 Prozent stammten von zwei oder mehr Ethnien ab. Unabhängig von der ethnischen Zugehörigkeit waren 6,4 Prozent der Bevölkerung spanischer oder lateinamerikanischer Abstammung.
In den 264.100 Haushalten lebten statistisch je 2,62 Personen.
23,2 Prozent der Bevölkerung waren unter 18 Jahre alt, 62,9 Prozent waren zwischen 18 und 64 und 13,9 Prozent waren 65 Jahre oder älter. 50,9 Prozent der Bevölkerung war weiblich.
Das jährliche Durchschnittseinkommen eines Haushalts lag bei 74.481 USD. Das Prokopfeinkommen betrug 34.165 USD. 6,1 Prozent der Einwohner lebten unterhalb der Armutsgrenze.

## Städte und Gemeinden
- Beverly
- Bordentown
- Browns Mills
- Burlington
- Country Lake Estates
- Fieldsboro
- Florence
- Fort Dix
- Leisuretowne
- Marlton
- McGuire AFB
- Medford Lakes
- Moorestown - Lenola
- Palmyra
- Pemberton Heights
- Pemberton
- Presidential Lakes Estates
- Ramblewood
- Riverton
- Roebling
- Wrightstown

## Townships
- Bass River Township
- Bordentown Township
- Burlington Township
- Chesterfield Township
- Cinnaminson Township
- Delanco Township
- Delran Township
- Eastampton Township
- Edgewater Park Township
- Evesham Township
- Florence Township
- Hainesport Township
- Lumberton Township
- Mansfield Township
- Maple Shade Township
- Medford Township
- Moorestown Township
- Mount Holly Township
- Mount Laurel Township
- New Hanover Township
- North Hanover Township
- Pemberton Township
- Riverside Township
- Shamong Township
- Southampton Township
- Springfield Township
- Tabernacle Township
- Washington Township
- Westampton Township
- Willingboro Township
- Woodland Township